# Myopsyche bokomae
Myopsyche bokomae är en fjärilsart som beskrevs av Sergius G. Kiriakoff 1954. Myopsyche bokomae ingår i släktet Myopsyche och familjen björnspinnare. Inga underarter finns listade i Catalogue of Life.